# Петър Колищърков
Петър Колищърков е български журналист, писател и общественик.

## Биография
Петър Колищърков е роден в град Прилеп, тогава в Османската империя, в голямото българско семейство Колищъркови. През юни 1913 година завършва с последния двадесет и седми випуск Солунската българска мъжка гимназия. Поради военната обстановка тръгва с приятеля си Илия Лютвиев за Прилеп, но са задържани от сърбите и след отказ да се декларират като сърби са върнати в Солун. При завладяването на града от гърците Илия Лютвиев е убит, а Петър Колищърков е пленен и полужив хвърлен в затвора. Изпратен е в концлагера на остров Трикери. След шест месеца е освободен и успява да се прибере в Прилеп.
Учи в Софийския университет, където в 1919 година заедно с още около тридесетина души основава Македонското студентско дружество „Вардар“. Колищърков заедно с Любомир Весов, Илия Кушев, Илия Бугарчев, Зора Здравева, Иван Михайлов (председател), Йордан Чкатров, Кръстьо Велянов и Стоян Керемидчиев) влиза в първото настоятелство на организацията.
Участва  като делегат от Прилепското благотворително братство в обединителния конгрес на Македонската федеративна организация и Съюза на македонските емигрантски организации от януари 1923 година.
На Първия редовен конгрес на Македонския младежки съюз (ММС) през юни 1924 година в Пловдив е избран за член на секретариата на организацията, заедно със С. Христов, Ст. Карайорданов, К. Ставрев и Ат. Гюрков. На Вторият редовен конгрес на ММС, проведен на 21 и 22 август 1925 година в Горна Джумая, отново е избран в секретариата.
Занимава се с журналистика и към 1928 година е административен директор на вестник „Македония“.
Оставя спомени. Иван Михайлов пише за Петър Колищърков:
| „ | Хубав спомен имам от прилепчанина Петър Колищърков. И той членуваше в дружеството, но повече се проявяваше в младежката организация, също разделена тогава на две крила - едното под влиянието на Гьорче Петров и Временната комисия. Колищърков имаше всякога успех, когато говореше в младежка среда. Речта му беше едновременно сериозна, но и някак интимна, топла, обогатена с шеги, които той съумяваше да каже в най-подходящ момент. Слушайки го, оставате с впечатление, че пред вас проповядва един широкосърдечен човек. И като другар бе на място. | “ |